# Алгоритм Поліґа — Геллмана
Алгоритм Поліґа — Геллмана (англ. Pohlig–Hellman algorithm) — спеціалізований алгоритм дискретного логарифмування, який отримує перевагу від факторизації порядку {\displaystyle n} мультиплікативної групи {\displaystyle G,} де {\displaystyle n} — гладке число. 
Нехай {\displaystyle n=p_{1}^{e_{1}}p_{2}^{e_{2}}\dots p_{r}^{e_{r}}} буде розкладом {\displaystyle n} на прості множники. Якщо {\displaystyle x=\log _{\alpha }\beta ,} тоді підхід полягає в визначенні {\displaystyle x_{i}=x\mod p_{i}^{e_{i}}} для {\displaystyle 1\leq i\leq r,} і тоді отримання {\displaystyle x.} Кожен з {\displaystyle x_{i}} визначається обчисленням цифр {\displaystyle l_{0},l_{1},\dots ,l_{e_{i}-1}} для його {\displaystyle p_{i}}-арного представлення: {\displaystyle x_{i}=l_{0}+l_{1}p_{i}+\dots +l_{e_{i}-1}p_{e_{i}-1},} де {\displaystyle 0\leq l_{j}\leq p_{i}-1.}

## Алгоритм
ВХІД: твірний елемент {\displaystyle \alpha } циклічної групи {\displaystyle G} порядку {\displaystyle n,} і елемент {\displaystyle \beta \in G.}
ВИХІД: дискретний логарифм {\displaystyle x=\log _{\alpha }\beta .}
1. Знайти розкладення на прості множники для {\displaystyle n}: {\displaystyle n=p_{1}^{e_{1}}p_{2}^{e_{2}}\dots p_{r}^{e_{r}},} де {\displaystyle e_{i}\geq 1.}
2. Для {\displaystyle i} від {\displaystyle 1} до {\displaystyle r} робимо наступне:
(Обчислити {\displaystyle x_{i}=l_{0}+l_{1}p_{i}+\dots +l_{e_{i}-1}p_{i}^{e_{i}-1},} де {\displaystyle x_{i}=x\mod p_{i}^{e_{i}}})
  1. Покласти {\displaystyle \gamma \gets 1} і {\displaystyle l_{-1}\gets 0.}
  2. Обчислити {\displaystyle \alpha \gets \alpha n/p_{i}.}
  3. (Обчислити {\displaystyle l_{j}}) Для {\displaystyle j} від {\displaystyle 0} для {\displaystyle e_{i}-1} робимо наступне:
Обчислити {\displaystyle \gamma \gets \gamma \alpha ^{l_{j-1}p_{i}^{j-1}}} i {\displaystyle {\bar {\beta }}\gets (\beta \gamma ^{-1})^{n/p_{i}^{j+1}}.}
Обчислити {\displaystyle l_{j}\gets \log _{\alpha }\beta .}
  4. Встановити {\displaystyle x_{i}\gets l_{0}+l_{1}p_{i}+\dots +l_{e_{i}-1}p_{i}^{e_{i}-1}.}
3. Використати, наприклад, алгоритм Гаусса для обчислення цілого {\displaystyle x,0\leq x\leq n-1,} такий що {\displaystyle x\equiv x_{i}{\pmod {p_{i}^{e_{i}}}}} для {\displaystyle 1\leq i\leq r.}
4. Повернути{\displaystyle (x)}.

## Складність
У найгіршому випадку складність алгоритму становить {\displaystyle O({\sqrt {n}})} для групи порядку {\displaystyle n}, але алгоритм ефективніший, коли порядок є гладким числом. А саме, якщо {\displaystyle \prod _{i}p_{i}^{e_{i}}} є розкладенням на прості множники {\displaystyle n}, тоді складність можна виразити як {\displaystyle O(\sum _{i}{e_{i}(\log n+{\sqrt {p}}_{i})})}.
Приклад групи, де алгоритм ефективний, такий. Розглянемо групу {\displaystyle \mathrm {Z} _{p}^{*}}, де {\displaystyle p} є простим завдовжки {\displaystyle 107} цифр:
{\displaystyle p=22708823198678103974314518195029102158525052496759285596453269189798311427475159776411276642277139650833937.}
Порядок {\displaystyle \mathbb {Z} _{p}^{*}} такий {\displaystyle n=p-1=2^{4}\times 104729^{8}\times 224737^{8}\times 350377^{4}}. Із того, що найбільший простий дільник для {\displaystyle p-1} лише 350377, застосовуючи алгоритм Поліґа—Геллмана порівняно просто обчислити логарифми в цій групі.